# Saulo Vasconcelos
Saulo Vasconcelos (Brasília, 1973) é um ator, cantor e dublador brasileiro. Iniciou sua carreira em 1997 e desde 1999 tem atuado como protagonista em grandes espetáculos.

## Biografia
Estreou na ópera Madame Butterfly de Puccini. Em 1999, iniciou sua carreira profissional como protagonista de O Fantasma da Ópera, na Cidade do México. Em 2001, deu vida ao inspetor Javert no musical Les Misérables, em São Paulo. No ano seguinte interpretou a Fera em A Bela e a Fera, no Teatro Abril e Abril Vídeo. Em 2004 regressou à Cidade do México como convidado para trabalhar em Les Misérables. Saulo já trabalhou em óperas importantes interpretando personagens, incluindo como: Fígaro, em O Barbeiro de Sevilha; Don Giovanni, na ópera homônima de Mozart; e Gianni Scchicchu, na ópera também homônima de Puccini.
De 2005 a 2007, Saulo atuou em O Fantasma da Ópera como o Fantasma em São Paulo. Em 2007, participou de uma montagem não-oficial de Sweeney Todd. Dedicou-se a projeto social envolvendo ópera, teatro e música, no espetáculo As Travessuras do Barbeiro, adaptação da ópera de Rossini feita por Isabel Nogueira.[carece de fontes?] Em 2008 atuou como Zoser em Aida na montagem brasileira do musical de Elton John e Tim Rice.
Gravou, com Kiara Sasso, sua parceira em A Bela e a Fera (2002/2003), O Fantasma da Ópera (2005 a 2007), A Noviça Rebelde (2009), Mamma Mia! (2010/2011), a versão em português da música Total Eclipse Of The Heart de Dança dos Vampiros, bem como adaptação da Broadway para a tragicomédia de Roman Polanski (em Inglês, The Fearless Vampire Killers), chamada Prontidão (Total Escuridão).[carece de fontes?]
No início de 2009, Saulo fez sua estreia TV como convidado especial do seriado A Lei e o Crime da TV Record e, em comemoração aos seus dez anos de carreira, lançou o CD single de nome Pretty Words. Ainda no mesmo ano participou, como George Von Trapp, no musical A Noviça Rebelde, substituindo Herson Capri em parte da temporada carioca, 2008, e em toda a temporada do musical em São Paulo. E a pedido da Time For Fun (T4F) fez o papel de Fera nos últimos meses da segunda montagem de A Bela e a Fera, alternando com Ricardo Vieira.[carece de fontes?]
Em 2010, Saulo trabalhou no musical Cats como Old Deuteronomy, no Teatro Abril. Na mesma época, voltou aos palcos com Mamma Mia!, interpretando Sam Carmichael. Em 2012, entrou em cartaz com o musical The Adventures of Priscilla, Queen of the Desert no Teatro Bradesco.[carece de fontes?]
Em 2017, Saulo foi a voz do personagem da Disney Maui no filme Moana - Um Mar de Aventuras, cuja voz original pertence a Dwayne "The Rock" Johnson.[carece de fontes?]
É casado com Louise Vasconcelos, com quem tem duas filhas, Manuela e Amanda.

## Carreira

### Teatro
| Ano  | Título                                 | Papel                     |
| ---- | -------------------------------------- | ------------------------- |
| 1999 | O Fantasma da Ópera (Cidade do México) | Fantasma                  |
| 2001 | Les Misérables                         | Javert                    |
| 2002 | A Bela e a Fera                        | Fera                      |
| 1999 | Les Misérables (Cidade do México)      | Javert                    |
| 2005 | O Fantasma da Ópera                    | Fantasma                  |
| 2007 | Aida                                   | Zoser                     |
| 2009 | A Noviça Rebelde                       | Capitão Von Trapp         |
| 2009 | A Bela e a Fera                        | Fera (Convidado Especial) |
| 2010 | Cats                                   | Old Deuteronomy           |
| 2010 | Mamma Mia!                             | Sam Carmichael            |
| 2012 | Priscilla, a Rainha do Deserto         | Robert "Bob" Spart        |
| 2015 | A Madrinha Embriagada                  | Senhor Iglesias           |
| 2015 | O Homem de La Mancha                   | Pedro                     |
| 2017 | Forever Young                          | Saulo Vasconcelos         |
| 2020 | Best of Broadway em 60 minutos         | Diversos                  |
| 2020 | Velhos são os trapos                   | Saulo                     |
| 2024 | Sweeney Todd                           | Sweeney Todd              |

### Na televisão
- 2012 - (fdp) - HBO - Sérgio Balado
- 2016 - Elena de Avalor - Rei Hector (voz)
- 2016 - A Guarda do Leão - Vozes adicionais (voz)
- 2017 - Tangled: The Series - Vozes adicionais (voz)
- 2017 - Homem-Aranha - Vozes adicionais (voz)

### No cinema
- 2006 - Procurando Dunno - Balthus
- 2017 - Moana - Um Mar de Aventuras - Maui (voz)
- 2017 - A Bela e a Fera (2017) - Coro (voz)
- 2018 - Viva - A Vida é uma Festa - Coro (voz)
- 2018 - Uma Dobra no Tempo - Vozes adicionais (voz)
- 2018 - Vingadores: Guerra Infinita - Vozes adicionais (voz)
- 2018 - O Quebra-Nozes e os Quatro Reinos - Vozes adicionais (voz)
- 2018 - O Retorno de Mary Poppins - Vozes adicionais e Coro (voz)
- 2018 - WiFi Ralph - Vozes adicionais (voz)
- 2019 - Aladdin (2019) - Vozes adicionais e Coro (voz)
- 2019 - O Rei Leão (2019) - Vozes adicionais e Coro (voz)